# Bhalubari
Bhalubari (nep. भलाबारी) – gaun wikas samiti w zachodniej części Nepalu w strefie Lumbini w dystrykcie Kapilvastu. Według nepalskiego spisu powszechnego z 2001 roku liczył on 625 gospodarstw domowych i 4216 mieszkańców (1960 kobiet i 2256 mężczyzn).